# Ardwell Irion
Ardwell Irion is een Sint Maartens politicus en sinds 19 november 2019 minister van Financiën van Sint Maarten. Hij was tevens minister van Onderwijs, Cultuur, Sport en Jeugd van 19 november 2019 tot 28 maart 2020 in het kabinet-Jacobs I.
Irion stelde zich kandidaat voor de verkiezingen in Sint Maarten in 2016, 2018 en 2020 als lid van de National Alliance.